# 乔科省
喬科省（Departamento del Chocó）是哥倫比亞西北部的一個省，是該國唯一既臨太平洋，又臨大西洋（加勒比海）的省，西北與巴拿馬接壤。面積46,530平方公里，2018年人口515,166人，以黑奴後裔和印第安人為主。首府基布多。該地因為安地斯山脈阻擋太平洋的潮濕空氣，是世界上最容易下雨的地方，每年雨量高達10,000毫米。
1947年11月3日設省。下分三十一個自治市。